# Vector (sinh học phân tử)

pBR322 là một plasmid được sử dụng rộng rãi như một vector tạo dòng

Trong sinh học phân tử, vector được hiểu là một đoạn DNA có khả năng vận chuyển gen mã hóa những tính trạng cần thiết từ sinh vật này đến đoạn gen của sinh vật khác, nhằm sao chép sự ưu thế về tính trạng đó sang sinh vật đích để mong muốn chúng có tính trạng tương tự với sinh vật nguồn gen. Các vector vận chuyển gen thường là các plasmid, vector của virus, cosmid hoặc một đoạn gen nhân tạo. Vector được sử dụng thông dụng nhất là plasmid. Yêu cầu cần có cho một vector là những đoạn điều hòa, vùng tạo dòng và đoạn đánh dấu.
Một vector có bản chất là một DNA mà chúng có khả năng gắn các gen khác, thậm chí có thể nối cả những gen kích thước lớn.